# 偷天盜日
《偷天盜日》（英語：Caught Stealing）是一部2025年美國黑色喜劇犯罪片，由戴倫·艾洛諾夫斯基執導，查理·赫斯頓根據自己的同名小說編寫改編劇本，講述一位前棒球運動員深陷於1990年代紐約的犯罪活動之中。主演陣容包括奥斯汀·巴特勒、蕾吉娜·金、柔伊·克拉維茲、麥特·史密斯、李佛·薛伯、文森·唐諾佛利歐、葛芬·唐納、貝尼托·A·馬丁尼茲·歐加修和卡萝尔·凯恩。
《偷天盜日》由哥倫比亞影業及原生動物影業製作，索尼影視發行定檔2025年8月29日在美國上映。

## 演員
- 奥斯汀·巴特勒飾演亨利·「漢克」·湯普森（Henry "Hank" Thompson）
- 蕾吉娜·金飾演蘿曼（Roman）
- 柔伊·克拉維茲飾演伊馮娜（Yvonne）
- 麥特·史密斯飾演拉斯（Russ）
- 李佛·薛伯飾演利帕（Lipa）
- 文森·唐諾佛利歐飾演史穆利（Shmully）
- 葛芬·唐納（英语：Griffin Dunne）飾演保羅（Paul）
- 貝尼托·A·馬丁尼茲·歐加修飾演科羅拉多（Colorado）
- 卡萝尔·凯恩
- 底非若·伍恩-A-泰（英语：D'Pharaoh Woon-A-Tai）飾演戴爾（Dale）
- 行動布朗森（英语：Action Bronson）
- 威爾·布瑞爾（英语：Will Brill）飾演傑森（Jason）
- 喬治·阿巴德（英语：George Abud）飾演杜安（Duane）
- 尤里·科洛科利尼科夫（英语：Yuri Kolokolnikov）

## 製作
查理·赫斯頓的小說《偷天盜日》（Caught Stealing）最早於2013年將由大衛·海特改編，派翠克·威爾森擔任主角。據報導，索尼影業將於2024年3月起開發本片，由赫斯頓改編自己的小說，戴倫·艾洛諾夫斯基執導，奥斯汀·巴特勒主演，原生動物影業製作。2024年7月，柔伊·克拉維茲與蕾吉娜·金加入演出陣容。8月，麥特·史密斯、李佛·薛伯和貝尼托·A·馬丁尼茲·歐加修簽約參演，葛芬·唐納、文森·唐諾佛利歐、底非若·伍恩-A-泰及行動布朗森於次月加入演出陣容。2024年12月，據傳卡萝尔·凯恩將在片中飾演一名只會說意第緒語的角色。
電影2024年9月5日在紐約市展開主要拍攝。

## 發行
《偷天盜日》定檔2025年8月29日在美國上映。

## 外部連結
- 互联网电影数据库（IMDb）上《偷天盜日》的资料（英文）